# 今森光彦
今森 光彦（いまもり みつひこ、1954年8月6日 - ）は、日本の写真家・切り絵作家。日本写真家協会会員。弟は画家の今森洋輔。滋賀県大津市出身。

## プロフィール
地元滋賀県の里山などで活動し、そこに棲息する昆虫や琵琶湖に関する写真撮影を主とする。滋賀県北部は日本海側気候、南部は瀬戸内海式気候とであることから、自然と季節との関わりを的確に捉えた作品も多い。1974年のカリマンタン島以来海外にも数多く足を運んでいる。
近畿大学理工学部土木工学科卒業。大学を出てから昆虫写真専門の写真家を志し、コマーシャルフォトスタジオに2年間勤務して写真技術を学ぶ。1980年にプロ写真家として自立。1984年に大津市中心部から20kmほど北の棚田や自然が残る仰木地区に活動場所を移す。1988年に、1976年から琵琶湖周辺で撮影してきた写真1700点を収めた写真集『昆虫記』を発表。この著作は身近な里山に目を向けた点が国内外を通じて高く評価され、姉妹版『世界昆虫記』も出版され、フランス語とドイツ語にも翻訳された。同年より、当時平凡社から刊行されていた自然史雑誌『アニマ』に『バッタの大発生』、『オオオニバスの不思議な受粉』などの作品や文章を発表するようになる。1989年6月に、アリ植物セクロピアと、それと共生するアステカアリの生態を描写した組写真『南米のアリ植物』で、平凡社の主宰する動物写真の登竜門的な写真賞、「アニマ賞」を受賞。2000年以降は、NHKスペシャルの里山関係の作品の制作に参加するなど、テレビの動物番組の制作にもたびたび関わっている。
弟に細密画家の今森洋輔がおり、こちらも滋賀県の淡水魚や野鳥を描き、兄弟の共著もある。
写真家の星野道夫とも交流があり、星野は滋賀県の今森宅に滞在したこともある。

## 主な作品
- 1988年 『昆虫記』（福音館書店） ISBN 483400810X
- 1991年 『スカラベ』（平凡社） ISBN 4582529283
- 1994年 『世界昆虫記』（福音館書店） ISBN 4834001792
- 1995年 『里山物語』（新潮社） ISBN 4104085014
- 1999年 『萌木の国』（世界文化社） ISBN 4418995161
- 2001年 『里山の道』（新潮社） ISBN 4104085030
- 2004年 『湖辺みずべ』『藍い地球』（世界文化社） ISBN 4418049118 ISBN 4418045066
- 2005年 『わたしの庭』（クレヨンハウス）ISBN　9784861010408
- 2006年 『おじいちゃんは水のにおいがした』（偕成社） ISBN 4030164005

## 受賞歴
- 1989年 第6回アニマ賞
- 1991年 第10回東川賞新人作家賞・第17回滋賀県文化奨励賞
- 1994年 第48回毎日出版文化賞
- 1995年 第20回木村伊兵衛写真賞・第42回産経児童出版文化賞大賞・第9回大津市文化特別賞・第9回秀明文化賞
- 2003年 第50回産経児童出版文化賞・第28回滋賀県文化賞
- 2004年 第51回産経児童出版文化賞
- 2006年 第53回産経児童出版文化賞
- 2007年 第56回小学館児童出版文化賞
- 2009年 第28回土門拳賞

## 出演番組
- 中高年のためのらくらくデジタル塾（NHK Eテレ） - 2011年8月2日から9月27日放送『デジタル一眼レフで今森光彦と美しいにっぽんを撮る!』（全9回）の講師として出演。生徒は渡辺正行と奈美悦子[2]。
- オーレリアンの庭 今森光彦 里山の四季を楽しむ（2018年5月3日、NHK総合）[3]
- ワイルドライフ 今森光彦とめぐる琵琶湖 巨大水系に命あふれる（2020年3月2日、NHK BSプレミアム)
- こころの時代「小さな命、大いなるいのち」（2020年11月22日、NHK Eテレ）[4]
- NHKラジオ深夜便 「オーレリアンの丘から四季便り」（2020年6月1日 - 2022年1月31日、全8回、NHKラジオ第1放送）[5]

## 関連書籍
- 今森光彦『中高年のためのらくらくデジタル塾　デジタル一眼レフで今森光彦と美しいにっぽんを撮る！』NHK出版〈趣味工房シリーズ〉、2011年7月26日。ISBN 978-4141897354。